# Federleyella septemfenestrata
Federleyella septemfenestrata är en tvåvingeart som först beskrevs av Günther Enderlein 1922.  Federleyella septemfenestrata ingår i släktet Federleyella och familjen bredmunsflugor. Inga underarter finns listade i Catalogue of Life.